# 芬奇維爾 (喬治亞州)
芬奇維爾（英語：Fincherville）是位於美國喬治亞州巴茨縣的一個非建制地區。該地的面積和人口皆未知。

## 地理
芬奇維爾的座標為33°24′33″N 83°57′12″W / 33.40917°N 83.95333°W，而該地的平均海拔高度為214米（即702英尺）。